# Alluaudomyia candidata
Alluaudomyia candidata är en tvåvingeart som beskrevs av Yu 1999. Alluaudomyia candidata ingår i släktet Alluaudomyia och familjen svidknott.
Artens utbredningsområde är Beijing (Kina). Inga underarter finns listade i Catalogue of Life.